# وادي مهلهل
وادي مهلهل أحد أودية المدينة المنورة.

## الوصف
تقع آثار هذا الوادي في نقطة التقاء الوادي مع وادي النقمي٬ وتشتمل هذه الآثار على بقايا قصر كبير مستطيل المسقط تبلغ أبعاده 54 متر طولًا وحوالي 30 متر عرضًا٬ وشيدت أساساته من الأحجار الجرانيتية٬ ويتضح من الشواهد المعمارية الباقية أن جدرانه الخارجية مدعمة بأبراج دائرية ونصف دائرية المسقط٬ بالإضافة إلى مزرعة تقع شرق القصر٬ تتخللها قنوات تمرير مياه٬ كما يوجد إلى الشمال من آثار وادي مهلهل بعض المعالم الجغرافية والأثرية لكهف قديم٬ وآبار مندثرة٬ وآثار قصر قديم آخر بقيت أساساته الحجرية بطول 16 متر طولا، ×20 متر عرضًا٬ وسد كبير مشيد بالحجارة وعليه بعض النقوش الكتابية بالخط الكوفي.